# 1810 dans les chemins de fer
Chronologie des chemins de fer
1809 dans les chemins de fer - 1810 - 1811 dans les chemins de fer

## Évènements
- 24 mai : une voie de chemin de fer est autorisée par une loi du Parlement du Royaume-Uni pour une ligne de chemin de fer ou une tramway depuis la Forêt de Dean jusqu'à Monmouth, à la frontière galloise, y compris la disposition de facturer les passagers[1].

## Naissances
- 12 juin : David Levy Yulee, avocat et homme politique américain, considéré comme le père de l’État de Floride, il est surnommé le « Père des chemins de fer de Floride » († 10 octobre 1886).
- 10 août : Camillo Benso, comte de Cavour, homme d'État italien, pionner de grands investissements industriels dans le secteur des chemins de fer afin de raccorder les lignes italiennes et françaises. Il publie en 1846 « Étude des chemins de fer en Italie »[2] († 6 juin 1861).